# Physik Journal
Das Physik Journal (nach ISO 4 mit Phys. J. abgekürzt; bis 2001 Physikalische Blätter) ist die Mitgliederzeitschrift und das offizielle Mitteilungsorgan der Deutschen Physikalischen Gesellschaft e. V. (DPG). Sie erscheint monatlich mit elf Ausgaben jährlich (Doppelheft für August/September). Im Physik Journal berichten DPG-Mitglieder über aktuelle Entwicklungen und Erkenntnisse in allen Forschungsbereichen der Physik und verwandter Wissenschaftsgebiete. Veröffentlicht werden u. a. Übersichtsaufsätze („Überblick“), aktuelle Berichte aus der physikalischen Forschung („Brennpunkt“), wissenschafts- und bildungspolitische Nachrichten, Buch- und Software-Rezensionen, Veranstaltungshinweise und ein Stellenmarkt. Mit einer Auflage von über 62.000 Exemplaren ist das Physik Journal die größte deutschsprachige Physikfachzeitschrift. Das Physik Journal wird von der DPG zusammen mit dem Verlag Wiley-VCH herausgegeben.

## Geschichte
Das Physik Journal wurde 1943 unter dem Namen Physikalische Blätter gegründet. Der zweite Jahrgang wurde erst 1946 unter dem Namen „Neue Physikalische Blätter“ herausgegeben. Gründer und langjähriger Herausgeber (bis 1972) war Ernst Brüche. Ab 1968 wurde die Zeitschrift auf höhere Anweisung in der DDR bei den Akademie-Instituten abbestellt (persönliche Exemplare von DPG-Mitgliedern verschwanden hin und wieder auf dem Postweg) und grundsätzlich nicht mehr verliehen. Es erschienen auch ab den 1970er Jahren fast keine Beiträge mehr aus der DDR (eine Ausnahme war ein Aufsatz von Ernst Schmutzer 1973 und von Manfred von Ardenne 1982).
Ein kritischer Aufsatz zu Albert Einstein von Albrecht Unsöld in der Ausgabe November 1980, der auf vielfache Kritik stieß, führte zu Nachwirkungen in der Redaktion in Konflikt mit den Herausgebern (Horst Rollnik u. a.). Der langjährige Schriftleiter Karl Kromphardt (Redakteur von 1973 bis 1981) musste gehen. Das fiel auch in die Zeit des Übergangs zum Großformat 1980, und seit dieser Zeit war das Cover auch blau gehalten.
Der Chefredakteur (von 1982 bis 1998) Ernst Dreisigacker und sein Nachfolger Stefan Jorda erhielten jeweils die Medaille für naturwissenschaftliche Publizistik der DPG.

### Verlage
- Verlag Vieweg, Braunschweig (1943)
- Verlag Mittelbach, Stuttgart
- Verlag Volk und Zeit, Karlsruhe (1946–1947)
- Physik Verlag, Mosbach/Baden (1949–1970)
- Physik Verlag, Weinheim (1971–1980)
- Physik-Verlag, Weinheim (1982–1985)
- VCH-Verlagsgesellschaft, Weinheim (1991–1996)
- Wiley-VCH Verlag, Weinheim (seit 1997)

Der Physik-Verlag zog 1972 von Mosbach nach Weinheim, der Druck der Zeitschrift erfolgte aber noch in Mosbach. Anfang der 1980er Jahre zog die Redaktion von Bad Honnef zum Verlagssitz nach Weinheim.